# Roberte la Rousse
Roberte la Rousse est un collectif cyberféministe qui se réunit autour de projets artistiques et critiques sur les thèmes de la langue française, du genre et de la technologie (réseaux, algorithmie, informatique).   

## Projets
Le collectif Roberte la Rousse est fondé en 2016 par Cécile Babiole, plasticienne, et Anne Laforet, chercheuse et docteure en sciences de l'information et de la communication. Ce collectif est rejoint pour certaines performances par la comédienne Coraline Cauchi. 
Le nom du collectif est une référence aux deux dictionnaires Robert et Larousse,. Les performances de Roberte la Rousse se placent dans le cadre des controverses autour de l’écriture inclusive. C’est dans ce contexte qu’elles adressent en 2018 une lettre ouverte à l’Académie française qui vise à les interpeller sur le sexisme de la langue française en proposant une féminisation systématique de la langue. Elles promeuvent « une systématisme inversée » [sic] de prééminence des formes féminines dans la langue française.  
Le collectif cherche à faire prendre conscience de l'invisibilisation des femmes dans la langue française en mêlant poésie et humour,. Pour ce faire, le collectif organise des performances interactives en utilisant l'outil de traduction La bonne usage. La féminisation systématique lors des performances perturbe le message initial des textes en produisant un effet de décalage et en donnant à entendre les effets de l'invisibilisation des femmes dans la langue française. 
Roberte la Rousse est en résidence à Labomedia en février 2017 pour développer le projet En française dans la texte,, et à la Gaîté-Lyrique entre le 30 septembre 2018 et le 20 avril 2019 pour développer l'écriture du projet Wikifémia-Computer grrrls. Elle est également en résidence à Emmetrop (Bourges) et à L’Espace Gantner (Bourgogne).
En 2021 juin, Cécile Babiole est en résidence à Pau pour développer une police de caractère, La Berte, pour le collectif.

### En française dans la texte
Le projet En française dans la texte vise à développer des traductions en féminin de textes. La bonne usage est un ensemble de règles édictées qui visent à féminiser la langue française en « substituant systématiquement les formes féminines aux formes masculines ». Les substantifs féminins sont systématiquement substitués aux substantifs masculins. Les participes présents sont féminisés et les participes passés systématiquement conjugués au féminin. Certains néologismes sont créés à l'occasion,,,. 
Le collectif propose le dictionnaire La Bonne Usage et un script de traduction automatique basé sur le dictionnaire.

### A Votée
A votée est la première traduction du collectif basée sur une nouvelle de science-fiction d'Isaac Asimov. Cette nouvelle traite du fonctionnement du système électoral en démocratie dans le cadre d'un impérialisme informatique. La traduction du collectif vise à prolonger les discussions sur le rôle des algorithmes prédictifs en démocratie contemporaine,. 
A votée fait l'objet d'une performance artistique du collectif, qui inclut des commentaires et sur-titrages à une lecture publique dans le but de prolonger l'interprétation située de la nouvelle. Elles se produisent le 5 mai 2017 à la Gaîté-Lyrique.

### Wikifémia

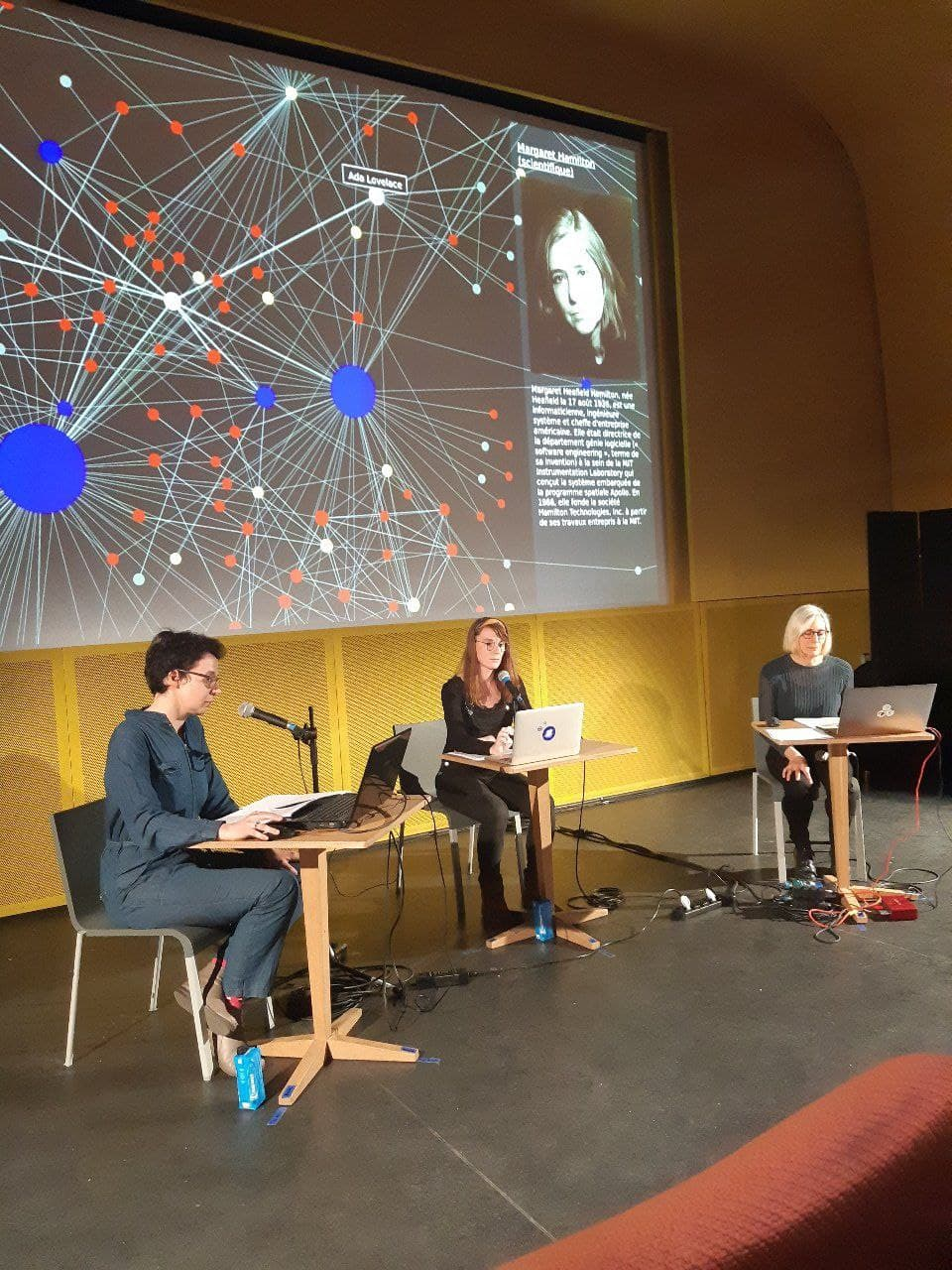
Performance Wikifémia – computer grrrls de Roberte la Rousse à la Gaîté-Lyrique (Paris) le 20 avril 2019.

Wikifemia est une série de performances dédiée à la mise en scène de biographies de femmes sur Wikipédia. Les performances visent à mettre en scène les biais de genre sur Wikipédia à l'aide d'une traduction des biographies et d'installations interactives, d'ateliers et d'édit-a-thons. Le projet est développé au cours d'une résidence d'artiste à Orléans dans un hackerspace, renommé La Labomedia,. 

#### Madeleine Pelletier
Wikifemia - Madeleine Pelletier est une performance qui cherche à faire visualiser les réseaux autour de Madeleine Pelletier à partir d'articles de Wikipédia. Elle est jouée le 6 mars 2020 à Bourges.

#### Computer grrrls
Wikifemia - Computer grrrls est une performance sur le thème des femmes dans l'histoire de l'informatique. Une lecture des textes est accompagnée par un graphe projeté qui visualise les relations entre les articles Wikipédia de manière interactive. Un programme interactif permet de visualiser le réseau des femmes de cette thématique sur Wikipédia. Cette performance est jouée en 2019 à l'occasion de l'exposition collective Computer Grrrls à la Gaité Lyrique,, qui a pour sous-titre « Histoire.s, genre.s, technologie.s », et à la galerie Charlot à Paris le 5 janvier 2020.

#### Révisions
Wikifemia - Révisions est une performance qui cherche à faire une relecture de « classiques » d'actrices ayant contribué à la réflexion sur le genre à partir de lectures critiques d'articles de Wikipédia. Cette performance est jouée le 23 janvier 2021 à l'abbaye de Maubuisson,, puis le 29 janvier 2021, dans le cadre de la version argentine de l'événement La nuit des idées, organisé par l'Institut français.

## Publications
Wikifémia - Langue Genre Technologies, écrit par Roberte La Rousse, Editions UV, 2022,  (ISBN 9782956275367)